# Ян Дрозд (письменник)
Ян Дрозд (чеськ. Jan Drozd; 27 січня 1914, Бордовіце — 15 серпня 2005, Острава) — чеський письменник та літературний історик.

## Життя

### Молодість
Він був сином Яна Дрозда, художника та маляра (який заробляв на життя сільським господарством) та його дружини Розалії, уродженої Бачової. З 1922 року жив з батьками на Підкарпатській Русі (нині Закарпатська область України). У 1933 р. закінчив педагогічний інститут у Мукачеві, додаткову матуріту в гімназії в Ужгороді в 1935 р.; після неї вчителював у закарпатському селі Кушниця. У 1936 році вступив на військову службу, яка була продовжена до березня 1939 року внаслідок мобілізації та мюнхенських подій.

### Вчитель
Після служби в армії вчителював у міських школах у Годславіце та Зубржі. Після визволення він переїхав до Нового Богуміна, де продовжив свою кар'єру вчителя спочатку в міщанській школі, пізніше в одинадцятирічній школі. Під час роботи він навчався на філософському факультеті Університету Палацького (за спеціальністю чеська мова та історія), який закінчив у 1959 році. Вчителював до 1955 року. У 1962 році він переїхав до Острави.

### На Чехословацькому радіо Острава
У 1955 році Ян Дрозд обійняв посаду керівника літературно-драматичної редакції остравської студії Čs. радіо. Під час початку нормалізації в 1970 році він був змушений залишити цю посаду і йому було заборонено будь-яку видавничу діяльність.

### Нормалізація
Після звільнення з радіо він заробляв на життя транспортником із січня по травень 1971 року, а потім знову почав викладати вчителем початкових класів. У липні 1974 року вийшов на пенсію. Вийшовши на пенсію, він присвятив себе творчості, але його твори не були опубліковані, за винятком роману «Еммаус», опублікованого в 1970 році швейцарським еміграційним видавництвом під псевдонімом Ян Пастор і транслюваного станцією Радіо Свобода.

### Кінець життя
З 1990 року його твори публікуються знову. Наприкінці свого життя він присвятив себе переважно дослідженню авторства Сілезьких пісень. Похований в Остраві.

### Сімейне життя
Ян Дрозд був двічі одружений. Зі своєю першою дружиною Марією Стіксовою, вчителькою в Кушниці, з якою він одружився 23 лютого 1939 року у Валашських Мезіричах, він мав доньку Шарку.
24 березня 1962 року одружився з радіорежисеркою Верою Пражаковою (*1928).

## Роботи
Художня творчість Яна Дрозда має виразні автобіографічні елементи і своєю якістю виходить за межі Північно-Моравського регіону, якому вона в основному присвячена, і в якій він був провідною постаттю. Ян Дрозд також зробив фундаментальний внесок у дискусію про авторство Сілезьких пісень, які зазвичай приписують Петру Безручу (справжнє ім’я Володимир Вашек). Він вважав, що співавтором збірки був Ондржей Болеслав Петр (1852–1893), а Петр Безруч був їхнім спільним псевдонімом.
Контрастним контрапунктом до тексту «Селяни з великого двору» є роман Дрозда «Довга ніч» із підзаголовком «Карпатський романс» (1961). Його сюжет розгортається на сході тодішньої Чехословацької Республіки в Підкарпатській русі. Центральна локація - карпатське село Кушниця, куди в середині тридцятих років двадцятого століття на свою першу вчительську посаду приїжджає новоспечений вчитель Вітезслав Форманек. Форманеку було поставлено важке завдання заснувати чеську школу у віддаленому куточку республіки і таким чином забезпечити високоякісну централізовану чехословацьку освіту та культурний розвиток Підкарпатської Русі. Це не колонізаційний роман у тому сенсі, як у попередньому випадку, замість битви хліборобів і селян із неродючим ґрунтом і несприятливою погодою на рівнині, ми спостерігаємо боротьбу представника інтелігенції з неписьменністю, відсталістю та бідність в окремих гірських районах республіки. Як випливає з підзаголовка «Карпатський романс», це роман не лише в першому плані про роман Форманека та русинки Саші (теж вчительки, яка очолювала русинську школу в селі), а й про роман у більш загальному значенні слова - романтична боротьба особистості проти системи, усіляких перешкод і підводних каменів. Цей романтичний герой у романі є особливо персонажем Карела, лісового маніпулятора, який бореться за права працівників лісу та соціальну справедливість у суспільстві. У кризові дні березня 1939 року, намагаючись повернутися до Чехословаччини, Форманек і Саша беруть участь у перестрілці, в якій Саша гине (трагічний кінець роману). Намагаючись втекти з обложеного міста (по дорозі вони застрягли в Хусті), застрелять і Карла (звершення трагічної долі романтичного героя). Дрозд ще раз майстерно змальовує тему етнічних, національних і політичних зіткнень (на невеликому просторі зіткнулися євреї, русини, угорці, чехословаки, росіяни, українці, німці, націоналісти, комуністи, фашисти, січовці) в період історичних потрясінь.

### Газети та журнали
Перша робота Яна Дрозда була опублікована Lidové noviny у 1943 році. Публікувався також у Květe, Lidová demokraci, Literární noviny та інших ЗМІ.

### Видання книги в Чехії
- Селяни з великого суду (роман, післямова Евжена Лукеша, Прага, ELK, 1947)
- Мужня боротьба (Прага, Державне видавництво дитячих книжок, 1954)
- Довга ніч (Карпатський романс, Острава, Krajské nakladatelství, 1961 та Чехословацький письменник, 1968) Це адаптована версія роману Підкарпатської Русі Заквашена земля ; оригінальна версія не могла бути опублікована в 1950-х роках.
- Слідуючи небезпечними слідами (ілюстрація Мілоша Урбасека, В Остраві, Krajské nakladatelství, 1963)
- Сливовий двір (ілюстрація Anna Grmelová, Острава, профіль, 1966)
- Печаль кохання (любовні балади, ілюстрації Богунки Ваагеової, обкладинка, палітурка та графічне редагування Мирослава Пеханека, Острава, Profil, 1990 та Tilia, 2006)
- Людина на одне життя (композиція роману, завершеного в 1968 р., розпорошена, опубл. Острава, Профіль, 1991 р.)
- Поховання живих (графічне редагування Вери Кубесової, Опава - Оптис, муніципальний район Моравська Острава та Пршивоз, 1993)
- П’ятий вимір (оповідання зі збірки «Життя на межі», In Frenštát pod Radhoštěm, Muzejní a vlastivédná společnost, 1999)
- Автори сілезьких пісень (У Шенові біля Острави, Тілія, 2003)
- Відкритий лист до наукових літературних установ, або Автори сілезьких пісень (In Šenov u Ostrava, Tilia, 2005)
- Печаль кохання : (любовні балади) ; Життя на межі (У Шенові біля Острави, Тілія, 2006)

### Екзилові видання
- Роман «Людина на одне життя» був опублікований у 1970 році під псевдонімом Ян Пастор під назвою «Емаузі» у видавництві Konfrontace, Цюріх.[8]

### Радіоадаптації
- У 2006 році Чеське радіо станції «Влтава» презентувало роман «Людина на одне життя ». Читання з десяти частин підготувала дочка Шарка Коскова, читав Йозеф Сомр.[9]
- Писав казки та літературні сценарії для Остравського радіо [7]

## Цікаві факти
З 1933 по 1936р. письменник працював вчителем в загальній школі с.Кушниця (Закарпаття)

### Коментар
1. ↑  Slovník č. literatury uvádí, že v Kušnici učil už od r. 1933.
2. ↑  Podle jiného zdroje zveřejnily LN první Drozdův fejeton v roce 1939. V digitalizovaných výtiscích se prozatím tento příspěvek nepodařilo nalézt.

### Довідка
1. ↑  Vladimír Kuštek: Obrázky z Iršavy (PDF). с. 5.
2. 1 2  Město Český Těšín: Jan Drozd
3. ↑  Webnode.cz: Šárka Kosková
4. ↑  Drahomír Šajtar: Panoráma české prózy severovýchodní provenience. с. 15—21.
5. ↑  Biografický slovník Slezska a severní Moravy (чес.). Ostravská univerzita. с. 33.
6. ↑  Zdeněk Smolka: Jak jsme se hádali o autorství Slezských písní. с. 38—44. Архів оригіналу за 17 травня 2023. Процитовано 17 травня 2023.
7. 1 2  Slovník české literatury po roce 1945: Jan Drozd.
8. ↑  Databáze knih.cz: Emauzy
9. ↑  Český rozhlas, Vltava: Člověk pro jeden život